# 아미티빌: 디 어웨이크닝
《아미티빌: 디 어웨이크닝》(영어: Amityville: The Awakening)은 미국에서 제작된 프랑크 칼푼 감독의 2017년 초자연 공포 영화이다. 벨라 손, 캐머런 모너핸, 제니퍼 제이슨 리, 매케나 그레이스, 토머스 맨 등이 출연하였다.
2014년 촬영된 이 영화는 수차례 개봉일이 연기되다가 구글 플레이에서 2017년 10월 12일부터 11월 8일까지 무료 공개되었으며 디멘션 필름스에 의해 2017년 10월 28일 한정 개봉되었다.

## 줄거리
악한 힘을 빌려 혼수상태가 된 아들을 살릴 생각을 한 어머니가 자녀들을 데리고 악명 높은 애미티빌 저택으로 이사한다.

## 출연
- 벨라 손
- 캐머런 모너핸
- 제니퍼 제이슨 리
- 매케나 그레이스
- 토머스 맨
- 테일러 스프라이틀러
- 제니퍼 모리슨
- 커트우드 스미스
- 로빈 앳킨 다운스

## 기타 제작진
- 총괄 제작: 저넷 브릴, 랜들 에밋, 테드 폭스, 조지 펄라, 스티브 B. 해리스, 마크 모랜, 제프 라이스, 쿠퍼 새뮤얼슨, 매슈 스타인, 앨릭스 테일러, 밥 와인스틴, 하비 와인스틴, 스티브 휘트니
- 공동 제작: 필립 도
- 배역: 테리 테일러
- 미술: 데이비드 러잔
- 의상: 마리 치점